# Fwe jezik
Fwe jezik (ISO 639-3: fwe), jedan od bantu jezika, šire bantoidne podskupine benue-kongoanskih jezika kojim govori 7 400 (1998) pripadnika plemna Fwe (1/3 populacije) na zapadu East Caprivija, u Namibiji. Najsrodniji je s jezicima subiya i totela kojim govore istoimena susjedna plemena.

## Vanjske poveznice
- Ethnologue (15th)